# 5877 Тосімайхара
5877 Тосімайхара (5877 Toshimaihara) — астероїд головного поясу, відкритий 23 березня 1990 року.
Тіссеранів параметр щодо Юпітера — 3,371.
Названо на честь Тосі Майхари (яп. とし・まいはら тосі майхара).